# Bernhard Waldenfels
Bernhard Waldenfels (Essen, 17 marzo 1934) è un filosofo tedesco.

## Biografia
Waldenfels ha studiato filosofia, psicologia, filologia classica, teologia e storia a Bonn, Innsbruck, Monaco e Parigi. Ha ottenuto il dottorato nel 1959 a Monaco con una tesi dal titolo "Il domandare socratico: aporia, elenchos, anamnesi". Fra il 1960 ed il 1962 trascorre un periodo di perfezionamento a Parigi sotto la guida dei filosofi francesi Paul Ricoeur e Maurice Merleau-Ponty. Dal 1966 al 1967 insegna greco e latino in un liceo. Nel 1968 è nominato Professore Straordinario all’Università di Monaco. Nel 1976 ottiene la libera docenza all’Università di Bochum. È professore emerito dal 1999. 
Waldenfels è membro fondatore della Società tedesca di ricerca fenomenologica (Deutsche Gesellschaft für phänomenologische Forschung). 
È stato visiting professor a Rotterdam (1982), a Parigi presso la "Maison des Sciences de l’Homme" (1984) a New York alla "New School" (1987) a Roma (1989) ed a Louvain-la-Neuve (1990).
.

## Opere originali
- Das sokratische Fragen, Meisenheim: A. Hain 1961
- Das Zwischenreich des Dialogs. Sozialphilosophische Untersuchungen in Anschluß an E. Husserl, Den Haag: M. Nijhoff 1971 (japan. 1986)
- Der Spielraum des Verhaltens, F./M.: Suhrkamp 1980 (japan. 1987)
- Phänomenologie in Frankreich, F./M.: Suhrkamp 1983
- In den Netzen der Lebenswelt, F./M.: Suhrkamp 1985, ²1994 (serbokroat. 1991)
- Ordnung im Zwielicht, F./M.: Suhrkamp 1987 (engl. 1996)
- Der Stachel des Fremden, F./M.: Suhrkamp 1990, 1998 (slowen., tschech. 1998)
- Einführung in die Phänomenologie, München: Fink 1992 (span. 1997, korean. 1998, ukrain. 2002)
- Antwortregister, F./M.: Suhrkamp 1994
- Deutsch-Französische Gedankengänge, F./M.: Suhrkamp 1995
- Topographie des Fremden - Studien zur Phänomenologie des Fremden 1, F./M.: Suhrkamp 1997 (poln. 2002, ukrain. 2004)
- Grenzen der Normalisierung - Studien zur Phänomenologie des Fremden 2, F./M.: Suhrkamp 1998
- Sinnesschwellen - Studien zur Phänomenologie des Fremden 3, F./M.: Suhrkamp 1999
- Vielstimmigkeit der Rede - Studien zur Phänomenologie des Fremden 4, F./M.: Suhrkamp 1999
- Das leibliche Selbst, hg. von R. Giuliani, F./M.: Suhrkamp 2000 (japan. 2004)
- Einführung in die Phänomenologie, München: Fink 1992 (span. 1997, korean. 1998, ukrain. 2002)
- Verfremdung der Moderne, Wallstein: Göttingen; 2001
- Bruchlinien der Erfahrung, F./M.: Suhrkamp 2002
- Spiegel, Spur und Blick. Zur Genese des Bildes, Köln: Salon Verlag 2003
- Findigkeit des Körpers, Norderstedt: Books on Demand 2004
- Phänomenologie der Aufmerksamkeit, F./M.: Suhrkamp 2004
- Idiome des Denkens. Deutsch-Französische Gedankengänge II, F./M.: Suhrkamp (2005)
- Grundmotive einer Phänomenologie des Fremden, F./M.: Suhrkamp (2006)
- Schattenrisse der Moral, F./M.: Suhrkamp 2006
- Philosophisches Tagebuch. Aus der Werkstatt des Denkens 1980-2005, München: Fink 2008.